# BAFTA (премия, 1990)
43-я церемония вручения наград премии BAFTA

1990 

Лондон, Англия
Лучший фильм: 

Общество мёртвых поэтов 

Dead Poets Society
Лучший неанглоязычный фильм: 

Жизнь и ничего больше 

La vie et rien d’autre
< 42-я Церемонии вручения 44-я >
43-я церемония вручения наград премии BAFTA, учреждённой Британской академией кино и телевизионных искусств, за заслуги в области кинематографа за 1989 год состоялась в Лондоне в 1990 году.

## Полный список победителей и номинантов
| Победители выделены отдельным цветом. |

### Основные категории
| Категории                         | Победитель и номинанты                                                              |
| --------------------------------- | ----------------------------------------------------------------------------------- |
| Лучший фильм                      | • «Общество мёртвых поэтов» — Стивен Хафт, Пол Юнгер Уитт, Тони Томас, Питер Уир    |
| Лучший фильм                      | • «Ширли Валентайн» — Льюис Гилберт                                                 |
| Лучший фильм                      | • «Когда Гарри встретил Салли» — Роб Райнер                                         |
| Лучший фильм                      | • «Моя левая нога» — Ноэль Пирсон, Джим Шеридан                                     |
| Лучший неанглоязычный фильм       | • «Жизнь и ничего больше» (режиссёр — Бертран Тавернье; страна — Франция)           |
| Лучший неанглоязычный фильм       | • «Пелле-завоеватель» (режиссёр — Билле Аугуст; страна — Дания, Швеция)             |
| Лучший неанглоязычный фильм       | • «Салям, Бомбей!» (режиссёр — Мира Наир; страна — Индия, Франция, Великобритания)  |
| Лучший неанглоязычный фильм       | • «Женщины на грани нервного срыва» (режиссёр — Педро Альмодовар; страна — Испания) |
| Лучшая режиссёрская работа        | • Кеннет Брана — «Генрих V»                                                         |
| Лучшая режиссёрская работа        | • Стивен Фрирз — «Опасные связи»                                                    |
| Лучшая режиссёрская работа        | • Алан Паркер — «Миссисипи в огне»                                                  |
| Лучшая режиссёрская работа        | • Питер Уир — «Общество мёртвых поэтов»                                             |
| Лучшая мужская роль               | • Дэниел Дэй-Льюис — «Моя левая нога»                                               |
| Лучшая мужская роль               | • Дастин Хоффман — «Человек дождя»                                                  |
| Лучшая мужская роль               | • Робин Уильямс — «Общество мёртвых поэтов»                                         |
| Лучшая мужская роль               | • Кеннет Брана — «Генрих V»                                                         |
| Лучшая женская роль               | • Полин Коллинз — «Ширли Валентайн»                                                 |
| Лучшая женская роль               | • Мелани Гриффит — «Деловая девушка»                                                |
| Лучшая женская роль               | • Джоди Фостер — «Обвиняемые»                                                       |
| Лучшая женская роль               | • Гленн Клоуз — «Опасные связи»                                                     |
| Лучшая мужская роль второго плана | • Рэй МакЭнэлли — «Моя левая нога»                                                  |
| Лучшая мужская роль второго плана | • Марлон Брандо — «Сухой белый сезон»                                               |
| Лучшая мужская роль второго плана | • Джек Николсон — «Бэтмен»                                                          |
| Лучшая мужская роль второго плана | • Шон Коннери — «Индиана Джонс и последний крестовый поход»                         |
| Лучшая женская роль второго плана | • Мишель Пфайффер — «Опасные связи»                                                 |
| Лучшая женская роль второго плана | • Сигурни Уивер — «Деловая девушка»                                                 |
| Лучшая женская роль второго плана | • Лора Сан Джакомо — «Секс, ложь и видео»                                           |
| Лучшая женская роль второго плана | • Пегги Эшкрофт — «Мадам Сузацка»                                                   |
| Лучший адаптированный сценарий    | • «Опасные связи» — Кристофер Хэмптон                                               |
| Лучший адаптированный сценарий    | • «Турист поневоле» — Фрэнк Галати, Лоуренс Кэздан                                  |
| Лучший адаптированный сценарий    | • «Моя левая нога» — Шейн Коннотон, Джим Шеридан                                    |
| Лучший адаптированный сценарий    | • «Ширли Валентайн» — Уилли Расселл                                                 |
| Лучший оригинальный сценарий      | • «Когда Гарри встретил Салли» — Нора Эфрон                                         |
| Лучший оригинальный сценарий      | • «Общество мёртвых поэтов» — Том Шульман                                           |
| Лучший оригинальный сценарий      | • «Секс, ложь и видео» — Стивен Содерберг                                           |
| Лучший оригинальный сценарий      | • «Человек дождя» — Барри Морроу, Рональд Басс                                      |

### Другие категории
| Категории                                                          | Победитель и номинанты                                                                                      |
| ------------------------------------------------------------------ | --- |
| Лучшая музыка к фильму                                             | • «Общество мёртвых поэтов» — Морис Жарр                                                                    |
| Лучшая музыка к фильму                                             | • «Деловая девушка» — Карли Саймон                                                                          |
| Лучшая музыка к фильму                                             | • «Миссисипи в огне» — Тревор Джонс                                                                         |
| Лучшая музыка к фильму                                             | • «Опасные связи» — Джордж Фентон                                                                           |
| Лучшая операторская работа                                         | • «Миссисипи в огне» — Питер Бижу                                                                           |
| Лучшая операторская работа                                         | • «Генрих V» — Кеннет МакМиллан                                                                             |
| Лучшая операторская работа                                         | • «Гориллы в тумане» — Джон Сил, Алан Рут                                                                   |
| Лучшая операторская работа                                         | • «Медведь» — Филипп Русло                                                                                  |
| Лучшая операторская работа                                         | • «Опасные связи» — Филипп Русло                                                                            |
| Лучшие визуальные эффекты                                          | • «Назад в будущее 2» — Кен Ралстон, Майкл Лантьери, Джон Белл, Стив Гоули                                  |
| Лучшие визуальные эффекты                                          | • «Бэтмен» — Дерек Меддингс, Джон Эванс                                                                     |
| Лучшие визуальные эффекты                                          | • «Приключения барона Мюнхгаузена» — Кент Хьюстон, Ричард Конуэй                                            |
| Лучшие визуальные эффекты                                          | • «Индиана Джонс и последний крестовый поход» — Джордж Гиббс, Майкл МакАлистер, Марк Салливан, Джон Эллис   |
| Лучший грим                                                        | • «Приключения барона Мюнхгаузена» — Мэгги Уэстон, Фабрицио Сфорца, Пэм Мигер                               |
| Лучший грим                                                        | • «Бэтмен» — Пол Энгелен, Ник Дадмен                                                                        |
| Лучший грим                                                        | • «Опасные связи» — Жан-Люк Руссье                                                                          |
| Лучший грим                                                        | • «Моя левая нога» — Кен Дженнингс                                                                          |
| Лучший дизайн костюмов                                             | • «Приключения барона Мюнхгаузена» — Габриэлла Пескуччи                                                     |
| Лучший дизайн костюмов                                             | • «Бэтмен» — Боб Рингвуд                                                                                    |
| Лучший дизайн костюмов                                             | • «Генрих V» — Филлис Далтон                                                                                |
| Лучший дизайн костюмов                                             | • «Опасные связи» — Джеймс Ачесон                                                                           |
| Лучшая работа художника-постановщика                               | • «Приключения барона Мюнхгаузена» — Данте Ферретти                                                         |
| Лучшая работа художника-постановщика                               | • «Бэтмен» — Энтон Фёрст                                                                                    |
| Лучшая работа художника-постановщика                               | • «Генрих V» — Тим Харви                                                                                    |
| Лучшая работа художника-постановщика                               | • «Опасные связи» — Стюарт Крэйг                                                                            |
| Лучший монтаж                                                      | • «Миссисипи в огне» — Джерри Хэмблинг                                                                      |
| Лучший монтаж                                                      | • «Человек дождя» — Стю Линдер                                                                              |
| Лучший монтаж                                                      | • «Опасные связи» — Мик Одсли                                                                               |
| Лучший монтаж                                                      | • «Общество мёртвых поэтов» — Уильям Андерсон                                                               |
| Лучший звук                                                        | • «Миссисипи в огне» — Билл Филлипс, Дэнни Майкл, Роберт Дж. Литт, Эллиот Тайсон, Рик Клайн                 |
| Лучший звук                                                        | • «Бэтмен» — Дон Шарп, Тони Доу, Билл Роу                                                                   |
| Лучший звук                                                        | • «Генрих V» — Кэмпбелл Эскью, Дэвид Крозьер, Робин О’Донохью                                               |
| Лучший звук                                                        | • «Индиана Джонс и последний крестовый поход» — Тони Доу, Гэри Саммерс, Ричард Химнс, Бен Бёртт, Шоун Мёрфи |
| Лучший анимационный короткометражный фильм                         | • «Невероятные приключения Уоллеса и Громита: Пикник на Луне» — Ник Парк                                    |
| Лучший анимационный короткометражный фильм                         | • «В мире животных» — Сара Маллок, Ник Парк                                                                 |
| Лучший анимационный короткометражный фильм                         | • Egoli — Карен Келли                                                                                       |
| Лучший анимационный короткометражный фильм                         | • War Story — Сара Маллок, Питер Лорд                                                                       |
| Лучший короткометражный фильм                                      | • The Candy Show — Питер Хьюитт, Дэвид Фримен, Дэмиан Джоунс                                                |
| Лучший короткометражный фильм                                      | • Carmela Campo — Ариэль Пилусо, Карлос Тоскано, Габриэль Энис                                              |
| Лучший короткометражный фильм                                      | • Tight Trousers — Метин Хюссейн, Илейн Доннелли                                                            |
| Лучший короткометражный фильм                                      | • Uhloz — Ги Жак, Изабелль Груллеар                                                                         |
| Michael Balcon Award за вклад в развитие британского кинематографа | • Льюис Гилберт — режиссёр, продюсер, сценарист, актёр                                                      |
| BAFTA Academy Fellowship Award                                     | • Пол Фокс — телеведущий                                                                                    |